# 渡邊美樹
渡邊美樹（日语：／ Watanabe Miki，1959年10月5日—）是日本企业家、政治家，曾任參議院議員、參議院外交防衛委員長。和民的創始人，「和民」的名稱即來自其姓名的縮略。

## 從政經歷
2011年，他辞去和民代表董事一職參選東京都知事，但最終票數屈居第三，敗給石原慎太郎與東國原英夫。
2013年，他代表自由民主党出戰2013年參議院議員選舉並成功當選。在2014年1月的調查中，他的個人資產為17億580萬日圓，是當時最富有的參議員。2018年10月起擔任參議院外交防衛委員長。2019年2月，他表示因不滿安倍內閣的金融政策以及增加6名參議員的國會修正案，所以不會參加當年7月的參議員選舉。
2021年10月1日重新就任和民會長兼社長。

## 和民員工過勞自殺問題
2013年底，因連續工作140小時而於2008年自殺的和民員工的父母將渡邊告上法庭，要求其對引發員工過勞死進行賠償。2015年12月8日，東京地方法院判決雙方和解，和民公司支付賠償金共計1億3365萬日圓，其中包括撫慰金4000萬日圓，並於此後1年在和民官方網站上登載道歉信。但因為渡邊以及和民之前對待此事的態度，其家人拒絕渡邊弔唁逝者。

## 外部連結
- 渡邉（わたなべ）美樹官方網站 （页面存档备份，存于）
- 渡邉（わたなべ）美樹的Facebook專頁